# Megapedion
Megapedion is een kevergeslacht uit de familie van de boktorren (Cerambycidae). De wetenschappelijke naam van het geslacht werd voor het eerst geldig gepubliceerd in 1968 door Martins.

## Soorten
Megapedion omvat de volgende soorten:
- Megapedion lefebvrei (Gounelle, 1909)
- Megapedion sylphis (Bates, 1870)